# Рубрий Публий Сатурей
Рубрий Публий Сатурей (Rubrius Publius Satureius) е политик на Римската република през втората половина на II век пр.н.е. Произлиза от фамилията Публии.
През 133 пр.н.е. той е народен трибун. Неговите колеги са Марк Октавий, Тиберий Семпроний Гракх и Квинт Муций.
Консулите тази година са Публий Муций Сцевола и Луций Калпурний Пизон Фруги.